# Adunarea Națională „Moldova Europeană”
Adunarea Națională „Moldova Europeană” a fost un miting care a avut loc la Chișinău, la data de 21 mai 2023 cu scopul de a arăta întregii Europe că Republica Moldova vrea să fie parte a Uniunii Europene.
La eveniment au participat între 75 000 și 80 000 de persoane, printre care Maia Sandu, președinta Republicii Moldova și Roberta Metsola, președinta Parlamentului European. În urma adunării a fost votată o rezoluție prin care se cere aderarea Republicii Moldova la Uniunea Europeană.